# Isabella di Morra
Isabella di Morra (ca. 1520–1545/1546) là một nhà thơ người Ý của thời kỳ Phục Hưng. Là nhân vật vô danh trong dòng đời, cô bị các anh trai của mình buộc phải cách ly với họ, khiến cô phải xa lánh khỏi các tòa án và các phòng văn học. Sau một vụ tình nghi, các anh trai của cô nghi ngờ cô nên đã giết cô, đặt dấu chấm hết cho cuộc sống ngắn ngủi và u sầu của cô.
Chỉ có mười ba bài thơ của cô ấy đã tồn tại cho đến ngày nay. Mặc dù kho thơ văn cô để lại nhỏ, nhưng công việc của cô được coi là một trong những biểu hiện thơ ca mạnh mẽ và độc đáo nhất của văn học Ý từ thế kỷ 16, theo một số học giả, cách sử dụng các chủ đề và kỹ thuật làm cho cô ấy được xem như là tiền thân của Thơ lãng mạn.